# 2015 au Mozambique
La liste suivante répertorie les événements survenus au cours de l'année 2015 dans la République du Mozambique.

## Événements

### Janvier
- 10 janvier - un empoisonnement à des funérailles au Mozambique implique de la bière qui a été délibérément contaminée avec de la  bile de crocodile et faisant au moins 56 morts et 146 hospitalisés[1].
- 12 janvier Le nombre de morts par la bière empoisonnée s'élève à au moins 69 avec 169 hospitalisés[2]. Les rapports se posent la question de savoir si le poison impliqué est de la bile de crocodile; plusieurs études ont indiqué que la substance est relativement inoffensive. La théorie concurrente est que le poison peut avoir été des glycosides cardiaques trouvés dans les usines locales[3].
- 13 janvier - Le nombre de morts à la suite de la contamination de la bière au Mozambique s'élève à au moins 72[4].